# لیویت (دهانه)
لیویت یک دهانه برخوردی در ماه‌ است.

## دهانه‌های اقماری
این دهانه ۱ دهانه اقماری دارد.
| Leavitt | عرض جغرافیایی | طول جغرافیایی | قطر          |
| ------- | ------------- | ------------- | ------------ |
| Z       | ۴۲.۷° S       | ۱۳۹.۲° W      | ۶۵.۰ کیلومتر |